# Phaeosporobolus usneae
Phaeosporobolus usneae är en lavart som beskrevs av D. Hawksw. & Hafellner 1986. Phaeosporobolus usneae ingår i släktet Phaeosporobolus, divisionen sporsäcksvampar och riket svampar.  Arten är reproducerande i Sverige. Inga underarter finns listade i Catalogue of Life.